# Giovanni Battista Bolognini
Pour les articles homonymes, voir Bolognini.
Giovanni Battista Bolognini (né le 28 août 1611 à Bologne et mort le 2 novembre 1688 dans cette même ville,) est un peintre italien baroque et un graveur du XVIIe siècle.

## Biographie
Né et mort à Bologne, il a été l'élève de Guido Reni.
Il a peint une Vierge à l'Enfant avec saint Dominique, Saint-Eustache, et Marie-Madeleine pour l'église de Santa Maria Nuova.
Il a peint un Christ mort pleuré par la Vierge, saint Jean et autres saints, une Immaculée Conception à l'église Santa Lucia.
Il a aussi réalisé des retables dans les églises de Santa Maria dei Servi, San Paolo Maggiore et San Giovanni in Monti.
Il a gravé un Meurtre des innocents, un Saint Pierre fait chef de l'Eglise, un Bacchus et Ariane et La Crucifixion d'après Guido Reni.

## Œuvres

### Peintures
- Église Santa Maria Nuova à Bologne :
  - Vierge à l'Enfant avec saint Dominique.
  - Saint Eustache.
  - Marie Madeleine.
- Église Santa Lucia à Bologne :
  - Christ mort pleuré par la Vierge, saint Jean et autres saints.
  - Immaculée Conception.
- Oratoire église Saint-Charles à Bologne :
  - La Vierge du Paradis et Saint-Charles.

### Gravures
- Meurtre des innocents.
- Saint  Pierre fait chef de l'Eglise.
- Bacchus et Ariane.
- La Crucifixion.